# Witnekstormvogel
De witnekstormvogel (Pterodroma externa) is een vogel uit de familie van de stormvogels en pijlstormvogels (Procellariidae). Het is een kwetsbare, endemische vogelsoort die broedt op een eiland van de Juan Fernández-archipel in de Zuidelijke Grote Oceaan en buiten de broedtijd in open zee foerageert in het oostelijk deel van de Grote Oceaan.

## Kenmerken
De vogel is 43 cm lang. Het is een grote grijs met witte stormvogel. De vogel is groter dan Stejnegers stormvogel. De witnekstormvogel heeft een witte ondervleugel met een smalle zwarte achterrand. De bovenvleugel is grijs met een zwarte M-vormig band.

## Verspreiding en leefgebied
De vogel broedt op het eiland Alejandro Selkirk in holen in terrein dat begroeid is met varens en pollen gras op 600 tot 1000 m boven zeeniveau in de periode oktober-november. Buiten de broedtijd verblijft de vogel op open zee.

## Status
De witnekstormvogel heeft een zeer klein broedgebied en daardoor is de kans op uitsterven aanwezig. De grootte van de populatie werd in 1986 door BirdLife International geschat op 3 miljoen individuen. Het terrein waarin de vogels broeden kan echter sterk worden aangetast door begrazing van verwilderde geiten. In de jaren 1990 zijn er pogingen gedaan om het eiland ecologisch te herstellen en de geitenpopulatie te verkleinen. Dit project werd gesteund met geld van de Nederlandse regering. Er zijn echter nog steeds negatieve factoren die deze zeevogels bedreigen zoals brandstichting in het bos, verwilderde honden en katten, verstoring, klimaatverandering en ontwikkelingen in de zeevisserij. Om deze redenen staat deze soort als kwetsbaar op de Rode Lijst van de IUCN.